# Diecezja Alto Molócuè
Diecezja Alto Molócuè (łac. Dioecesis Molócuè Superioris)  – diecezja rzymskokatolicka w Mozambiku z siedzibą w Alto Molócue. Sufragania metropolii Nampula. Powstała 23 stycznia 2025 z części diecezji Gurué i Quelimane.

## Główne świątynie
- Katedra: Katedra Najświętszej Maryi Panny Królowej Świata w Alto Molócuè[3]

## Biskupi diecezjalni
- Estêvão Ângelo Fernando (od 2025)